# Отвращение к счастью
Отвраще́ние к сча́стью, или херофо́бия (англ. cherophobia, от др.-греч. χαίρω «радоваться») — это фобия, при которой человек испытывает иррациональное отвращение к счастью. Некоторые медицинские эксперты относят херофобию к тревожным расстройствам.

## История
Первые упоминания о симптомах фобии были зафиксированы в книге «Eid & Diene» в 2001 году. Термин ещё не был утверждён и формально не относился к психическим расстройствам.
Исследование 2013 года выявило различные связи страха и счастья. Исследователи из Новой Зеландии, Англии и Великобритании включили «Шкалу страха счастья», чтобы измерить, до какой степени участники ассоциировали себя с чувством счастья, после чего случилось нечто плохое.

## Симптомы
Некоторые эксперты классифицируют херофобию как форму тревожного расстройства. В случае херофобии беспокойство связано с событиями, которые, как предполагается, сделают вас счастливыми.
Человек, страдающий херофобией, не обязательно всегда в плохом настроении. Он, скорее, избегает активности, которая может его осчастливить или обрадовать. Примеры симптомов, связанных с херофобией:
- беспокойство при мысли о том, чтобы пойти на вечеринку, концерт или другое подобное мероприятие;
- отказ от возможностей, которые могут привести к положительным изменениям в жизни из-за страха, что за этим последует что-то плохое;
- отказ от участия в мероприятиях, которые большинство назвало бы забавными.

## Причины
Иногда херофобия может проистекать из убеждения, что если с человеком случается что-то очень хорошее, или если его жизнь идет хорошо, то после должно случиться плохое событие. В результате они могут бояться действий, связанных со счастьем, потому что они верят, что могут предотвратить что-то плохое. Зачастую херофобией страдают люди, когда-то пережившие физические или эмоциональные травмирующие события.
Интроверт может быть более склонен к херофобии.
Психиатр Кэрри Баррон (Carrie Barron) говорит, что херофобия может развиться из-за страха конфликта с любимым человеком или с негативным опытом, связанным с определённым событием.
«Если вы испытываете страх перед удовольствием, это может быть из-за того, что в вашем подсознании оно связано с гневом, наказанием, унижением или кражей, — объясняет Баррон. — Вы заслужили свое счастье, но негативные эмоции отняли у вас эту радость».

## Лечение
Поскольку херофобия в значительной степени не изучена как отдельное расстройство, не существует одобренных FDA лекарств или других окончательных методов лечения, которые человек может использовать для лечения этого расстройства.
Тем не менее, некоторые предлагаемые методы лечения включают в себя:
- когнитивно-поведенческая терапия (КПТ);
- стратегии релаксации, такие как глубокое дыхание, ведение дневника или физические упражнения;
- гипнотерапия;
- подверженность провоцирующим счастье событиям, как средство помочь человеку определить, что счастье не должно иметь неблагоприятных последствий.

Не каждый, кто испытывает отвращение к счастью, обязательно нуждается в лечении. Некоторые люди чувствуют себя счастливее и безопаснее, когда избегают счастья. Если херофобия не влияет на качество их личной жизни или способность поддерживать работу, они могут вообще не нуждаться в лечении.

## Влияние на человека
Один из британских блогеров, Стефани Йебоа, которая болеет херофобией, объяснила журналу Metro.co.uk: «Это похоже на чувство полной безнадёжности, которое приводит к ощущению тревоги или настороженности от участия в активной деятельности, способствующей счастью, когда вы чувствуете, что оно не будет длиться долго».
«Страх счастья не обязательно означает, что человек постоянно живёт в грусти. В моём случае моя херофобия была усугублена / вызвана травмирующими событиями».
«Даже такие вещи, как празднование победы в компании, выполнение трудного задания или завоевание клиента, заставляют меня чувствовать себя неловко».

### Дифференциальный диагноз
Люди, болеющие херофобией, часто изолируют себя от социума. Но то, что их отличает от тех, кто страдает депрессией, не в том, что им «надоело все», а в том, что они боятся почувствовать радость потому, что думают, что её скоро не станет.
Эта фобия не влияет на жизнь человека так, как депрессия, которая во многих случаях кончалась самоубийством. Херофобия, скорее, проявляется только в том, что люди, страдающие ею, не участвуют в социальной жизни вообще, либо только в очень малой группе близких людей.

## Критика
Херофобия — довольно редкое психическое расстройство. Часто ей предшествуют тревога, депрессия, травма или трагедия. Её также легко спутать с другими[какими?] психическими расстройствами. Хотя она уже признана некоторыми авторитетными психотерапевтами, но официально FDA и психологические ассоциации ещё не признали её.